# 刘允才
刘允才（1948年1月—），上海人，计算机视觉专家、教授，主要研究方向计算机视觉、智能交通系统、机器人外科手术，对基于图像的刚体三维空间运动分析做出了贡献，上海交通大学计算机视觉实验室创建者。中华人民共和国教育部第三批“长江学者”特聘教授。承担“973”、“863”等多个重点项目，发表论文数百篇，获得专利数十项，获得中国技术发明二等奖等奖项。担任《Pattern Recognition》等期刊编委、中国智能交通工程学会等学会理事。

## 生平
1974、1981年先后获得山东大学学士、硕士学位；
1984年在伊利诺斯大学学习，师从黄煦涛，1990年获得博士学位。毕业后做美国贝克曼高级科学技术研究院继续从事研究工作。
1992年任日本住友电气工业株式会社系统顾问等职；
2000年在上海交通大学任特聘教授。